# Jamie Uys
Jamie Uys, nato Jacobus Johannes Uys (Boksburg, 30 maggio 1921 – Johannesburg, 29 gennaio 1996), è stato un regista sudafricano.

## Filmografia parziale
- Il gigante della roccia del falco (Dingaka) (1964)
- All the Way to Paris (1966)
- Dirkie (1969)
- ...E vivono tutti felici e contenti (Animals Are Beautiful People) (1974)
- Ma che siamo tutti matti? (The Gods Must Be Crazy) (1980)
- Lassù qualcuno è impazzito (The Gods Must Be Crazy II) (1989)